# Jerome Kilty
Jerome Timothy Kilty (Baltimora, 24 giugno 1922 – Norwalk, 6 settembre 2012) è stato un attore e drammaturgo statunitense attivo nel teatro e in televisione.

## Biografia
Di ascendenza irlandese, figlio di Harold Joseph Kilty, un funzionario governativo operante nella riserva indiana dei Navajo di Palo nella Contea di San Diego in California, e di Irene Zellinger, durante la seconda guerra mondiale fu soldato dell'esercito statunitense di stanza a Londra, dove incontrò George Bernard Shaw. Kilty rimase talmente impressionato dal livello dei suoi lavori teatrali da diventarne in seguito un suo esperto. A guerra finita, rientrato negli Stati Uniti, usufruì di una sovvenzione statale (il G. I. Bill) per frequentare l'Università Harvard. Nel 1948 inizia la carriera di attore teatrale nella compagine della Brattle Theatre Company di Cambridge, nel Massachusetts, approdando in seguito al Broadway theatre dove recitò in oltre settanta produzioni, tra le quali le commedie di Shaw, in numerosi ruoli. Si sposò l'11 maggio 1956 con l'attrice Cavada Humphrey, di tre anni più grande di lui (17 giugno 1919 – 11 luglio 2007), con la quale rimase legato per 51 anni, fino alla morte di lei.
Il suo lavoro teatrale più famoso, Dear Liar. A comedy of letters, basato sulla corrispondenza tra George Bernard Shaw e l'attrice Mrs Patrick Campbell, venne portato in scena per la prima volta il 3 marzo 1959 al Sombrero Playhouse di Phoenix e quindi il 17 marzo del 1960 al Billy Rose Theatre di New York con Brian Aherne e Katharine Cornell come protagonisti. Lo spettacolo approdò anche in Europa, dapprima in Germania, poi in Francia, in Italia – dove ebbe il titolo Caro bugiardo nel 1961, interpretato da Paolo Stoppa e Rina Morelli – in Svezia e in Austria, al Teatro inglese di Vienna.
Successivamente scrisse altre due pieces teatrali sulla falsariga di Dear Liar, intitolate Dear Love, basato sulla corrispondenza tra Robert Browning e Elizabeth Barrett Browning e Dear Life, riguardante Anton Čechov e Olga Knipper. Altri suoi lavori degni di nota sono The Ides of March (Le Idi di Marzo) che tratta delle azioni e degli eventi che circondano la fine dell'Impero Romano; The Little Black Book dove un avvocato ha una lista di ragazze segnate nel suo "piccolo libro nero" e s'invaghisce della numero 134; e Look Away (1973) basata sul libro Mary Todd Lincoln, di Justin e Linda Levitt, ambientata in un manicomio, che esplora la vita del personaggio del titolo del romanzo, interpretata dapprima da Geraldine Page e poi da Maya Angelou. Come regista teatrale diresse una trentina di rappresentazioni.
Nei primi anni della televisione statunitense ha recitato in una serie di trasmissioni, tra cui The United States Steel Hour, Kraft Television Theater, The Alcoa Hour, Westinghouse Studio One e Hallmark Fame.
Kilty e la Humphrey furono inoltre i primi a rappresentare a livello internazionale la commedia Chi ha paura di Virginia Woolf?, comprese le esibizioni nel Sudafrica dove era in vigore l'apartheid. Su richiesta di Edward Albee, il lavoro venne rappresentato prima per un pubblico integrato. Presentata in anteprima a Port Elizabeth e successivamente a Durban, ricevette recensioni favorevoli e sfavorevoli in entrambe le città, con una risposta più negativa in quest'ultima. Nella più cosmopolita Johannesburg, le reazioni furono molto positive. Ma il governo ricevette lettere di protesta, quindi Johannes de Klerk, allora ministro degli interni sudafricano, ha ordinato che le rappresentazioni fossero sospese a Johannesburg in attesa di un rapporto del comitato di censura che garantisse che la commedia «non contrastasse con l'interesse pubblico o il benessere morale.»
Muore nel settembre 2012, a Norwalk nel Connecticut, all'età di 90 anni, per un attacco cardiaco dovuto alle conseguenze di un incidente automobilistico.